# Бартоломе Феррер
Бартоломе Феррер (исп. Bartolomé Ferrer), также известен как Бартоломе Феррело — испанский мореплаватель XVI века, сделавший ряд важных открытий на западном побережье Северной Америки.

## Биография
Родился в 1499 году в Испанском Леванте. В 1542 году в качестве штурмана экспедиции Хуана Родригеса Кабрильо по приказу вице-короля Новой Испании Антонио де Мендосы отправился на разведку берегов местности, ныне известной как штат Калифорния. В ходе плавания 3 января 1543 года Кабрильо погиб, и командование взял на себя Феррер. Экспедиция продолжила продвигаться на север, открыв мыс Мендосино и мыс Бланко, после чего вернулась обратно. Таким образом, было установлено, что побережье на всём её пути является непрерывной линией, а также сделаны наблюдения о местном населении.
Умер Бартоломе Феррер в 1550 году в Мексике.